# Balé (province d'Éthiopie)
Pour les articles homonymes, voir Balé et Bali (homonymie).
La province de Balé (ou province de Bali) était une des provinces de l'Éthiopie jusqu'en 1995. Sa capitale était Goba. La province a connu à partir de 1963 une révolte menée par Waqo Gutu (en) à laquelle l'armée éthiopienne ne mettra fin qu'en 1969. Depuis 1995, la province n'existe plus, et le nom de « Balé » est celui d'une zone de la région Oromia.

## Awrajas
La province de Balé était divisée en 5 awrajas.
| Awraja  | Capitale administrative | Répartition dans les zones actuelles |
| ------- | ----------------------- | ------------------------------------ |
| Delo    | Mena                    | zone Bale de la région Oromia        |
| El Kere | El Kere                 | zone Afder de la région Somali       |
| Genale  | Dodola                  | zone Mirab Arsi de la région Oromia  |
| Mendoyu | Robe                    | zone Bale de la région Oromia        |
| Wabe    | Ginir                   | zone Est Bale de la région Oromia    |